# جوزف مک‌مین
جوزف مک‌مین (Joseph McMinn) (زادهٔ ۲۲ ژوئن ۱۷۵۸ – درگذشتهٔ ۱۷ اکتبر ۱۸۲۴)، سیاستمدار آمریکایی بود که به عنوان چهارمین فرماندار ایالت تنسی میان سال‌های ۱۸۱۵ تا ۱۸۲۱ خدمت می‌کرد. یک کهنه سرباز انقلاب آمریکا که پیشتر از سال‌های ۱۷۹۴ تا ۱۷۹۶ در مجلس قانون‌گذاری منطقه جنوب غربی و در سال‌های ۱۸۰۵ تا ۱۸۱۱ به عنوان سخنگوی سنای تنسی خدمت کرده‌است. او عضو حزب دموکرات-جمهوری‌خواه بود.
مک‌مین پس از دوران فرمانداری، به عنوان یک مأمور چروکی برای دولت ایالات متحده آمریکا فعالیت می‌کرد.

## اوایل زندگی
مک‌مین در شهر مارلبوروی غربی، چستر کانتی، پنسیلوانیا، چشم به جهان گشود و یکی از ده فرزند خانواده بود. او فقط از تحصیلات محدود روستایی برخوردار بود و حتی در سال‌های پایانی زندگی‌اش به عنوان «مرزبان روستایی» توصیف می‌شد.
در سال ۱۷۸۶، مک‌مین به شهرستان هاوکینز، تنسی نقل مکان کرده جاییکه یک زمین کشاورزی خرید. فرماندار قلمرو جنوب غربی، ویلیام بلونت در سال ۱۷۹۲ مک‌مین را به عنوان قاضی صلح برای هاوکینز کانتی انتخاب کرد و مک‌مین میان سال‌های ۱۷۹۴ تا ۱۷۹۶ نمایندهٔ هاوکینز کانتی در مجلس محلی بود. وی همچنین به عنوان افسر نیروی شبه نظامی محلی خدمت کرده و در نهایت به سمت فرماندهٔ قرارگاه ارتقا یافت.

## حرفه
مک‌مین نمایندهٔ مجلس مؤسسان در سال ۱۷۹۶ بوده که به نگارش قانون اساسی ایالت کمک کرد و زمانی که ایالت تنسی در ۱ ژوئن ۱۷۹۶ در اتحاد ایالات پذیرفته شد، اجرای قانون اساسی ممکن شد. او برای تحویل دادن یک نسخه از سند تکمیل شده به دولت فدرال در فیلادلفیا، انتخاب شد. مک‌مین از سال‌های ۱۷۹۷ تا ۱۸۰۱ و ۱۸۰۳ تا ۱۸۱۱ در سنای تنسی خدمت کرد و میان سال‌های ۱۸۰۵ تا ۱۸۱۱ سخنگوی سنا بود.
مک‌مین در سال ۱۸۱۵ برای سمت فرمانداری در برابر چهار سیاستمدار برجستهٔ دیگر ایالت از جمله: سناتور جسی وارتون، نماینده کنگره رابرت ویکلی، رئیس سابق مجلس ایالتی رابرت فاستر و نماینده کنگره قانون اساسی ایالتی، توماس هندرسون، کاندیدا شد. با وجود اینکه رقبای وی در مطبوعات او را مورد هجوم قرار دادند، مک‌مین با کسب بیش از ۱۵ هزار از ۳۷ هزار رأی ممکن، پیروز انتخابات شد. او مجدداً در سال ۱۸۱۷ انتخاب شد و دوباره فاستر را در انتخابات شکست داد و در سال ۱۸۱۹ برای سومین دوره با شکست انوک پارسونز برای سمت فرماندار انتخاب شد.
مک‌مین در زمانی که فرماندار بود، تمرکز خود را بر روی ایجاد رابطهٔ صلح‌آمیز با بومیان آمریکایی به جهت تسهیل راه‌های اسکان بیشتر سفیدپوستان به خصوص در غرب، گذاشته بود. معاهدهٔ خرید چیکاسا یا خرید وسترن که در آن بیشترین بخش تنسی غربی امروزی به دست آمده، در دوران تصدی مک‌مین به عنوان فرماندار انجام شده‌است. چهارده شهرستان (ایالات متحده آمریکا) به وجود آمد. معاهده کالهون (یا خرید هیواسی) که در آن ایالات متحده بخشی از جنوب شرقی تنسی را به دست آورد، نیز در دوران تصدی وی مورد مذاکره قرار گرفت.
مک‌مین در پی بحران مالی سال ۱۸۱۹، درخواست جلسهٔ مشترک مجلس ایالتی در ژوئن ۱۸۲۰ ارائه کرد که به ایجاد یک بانک ایالتی برای ارائه وام‌های کم بهره رأی داده شد. این کار موجب برانگیخته شدن هم ایالتی‌های تنسی مک‌مین به خصوص بخش شرقی آن شد که سال‌ها به دلیل کمبود اعتبارات دولتی برای پیشرفت‌های داخلی، به‌طور مثال پیشرفت سیستم جهت‌یابی در بالادست رودخانهٔ تنسی، شکایت می‌کردند. مجلس از زمین‌های متعلق به ایالت مربوط به خریدهای هیواسی استفاده کرد تا منابع مالی لازم برای بانک جدید را فراهم کند.
مک‌مین پس از بازنشستگی از سمت فرمانداری که به دلیل محدودیت‌های زمانی مشخص شده در قانون اساسی سال ۱۷۹۶ انجام شد، به مزرعهٔ خود در هاوکینز کانتی بازگشت. او در سال ۱۸۲۳ به مزرعه‌ای در امتداد رودخانه هیواسی در نزدیکی کالهون، تنسی نقل مکان کرد و به عنوان مأمور دولت فدرال در نزدیکی دفتر نمایندگی چروکی تا زمان مرگش خدمت کرد.

## زندگی خانوادگی و میراث
مک‌مین در سال ۱۷۸۵ با همسر نخستش، آنا کوپر ازدواج کرد و از آن ازدواج صاحب یک دختر به نام جین شد. در پی مرگ همسر اولش، با ربکا کینکد ازدواج نمود. ربکا در ژانویهٔ ۱۸۱۵ چشم از جهان فروبست و تک فرزند مک‌مین، جین، نیز دو هفته بعد جان خود را از دست داد.
مک‌مین در سال ۱۸۱۶، با نانسی گلاسکو ویلیامز، دختر جیمز گلاسکو، وزیر امور خارجه بدنام کارولینای شمالی که همسر سابق ویلوبی ویلیامز، یکی از اعضای مجلس نمایندگان کارولینای شمالی بود، ازدواج کرد. این ازدواج به یک جدایی پرمخاطره و مجادله‌آمیز و طلاقی نافرجام در سال ۱۸۲۱ انجامید.
در سال ۱۹۴۲، پرتره‌ای از مک‌مین که توسط هنرمند برجسته، رامبراند پیل در سال ۱۷۹۶ نقاشی شده بود، در فیلادلفیا کشف شد. ظاهراً مک‌مین زمانی که برای تحویل قانون اساسی تازه نوشته شدهٔ ایالت تنسی به دولت فدرال از شهر دیدن کرده بود، برای خلق این پرتره ژست گرفت. انجمن تاریخی تنسی این نقاشی را برای ایالت خریداری کرده‌است.
شهر مک‌مین کانتی، تنسی، و شهر مک‌مینویل، تنسی، در وارن کانتی، به افتخار جوزف مک‌مین نام‌گذاری شده‌اند. ویلیام تی نیوبی، مؤسس مک‌مینویل، اورگان، نام این شهر را به نام زادگاهش مک‌مینویل، تنسی، گذاشت.
مک‌مین در اواخر عمر خود به کلیسای پروتستان پیوست و در گور بی نشانی در گورستان پرسبیتریان شیلو در کالهون به خاک سپرده شد. در سال ۱۸۸۰، شهر هم نام او مک‌مین کانتی تلاش کرد تا قبر او را دوباره به جایگاه آن شهر در آتن، تنسی دفن کند؛ ولی یک واعظ غیرعادی به نام آر جی ام اونلی، تنها کسی که از محل قبر مک‌مین اطلاع داشت، از افشای آن امتناع کرد. پس از آنکه شهر به عدم انتقال قبر رضایت داد، اونلی محل آن را افشا کرده و نشانهٔ بزرگی روی آن قرار گرفت.